# Emil Erlenbusch
Emil Erlenbusch (* 31. Januar 1911 in Backnang; † 28. April 1983) war ein deutscher Ingenieur, Pädagoge und Politiker (SPD).

## Leben
Emil Erlenbusch wurde als Sohn eines Sozialdemokraten geboren. Nach der Mittleren Reife an der Realschule absolvierte er eine Mechanikerlehre beim Baumaschinenhersteller Kaelble, für den er bis zum Jahr 1938 als Kraftfahrer und Mechaniker arbeitete. Er besuchte in den Jahren 1938 bis 1940 die Staatliche Ingenieurschule Konstanz, bestand dort die Prüfung als Ingenieur für Maschinenbau und arbeitete im Anschluss bis 1945 als Ingenieur bei der Zahnradfabrik Friedrichshafen. Von 1948 bis zu seinem Eintritt in den Ruhestand 1976 war er als Lehrer an der Gewerblichen und Kaufmännischen Berufsschule in Backnang tätig, zuletzt als Studiendirektor und stellvertretender Schulleiter.
Erlenbusch war bereits im Jahr 1927 in die Gewerkschaft eingetreten und seit 1930 Mitglied der SPD, an deren Neugründung er sich nach dem Zweiten Weltkrieg beteiligte. Er war von 1951 bis 1968 Stadtrat in Backnang und von 1959 bis 1983 Kreisrat im Landkreis Backnang. Bei den Landtagswahlen 1956, 1960 und 1964 wurde er über ein Direktmandat des Wahlkreises Backnang als Abgeordneter in den Landtag von Baden-Württemberg gewählt, dem er bis 1968 angehörte.
Neben seiner politischen Tätigkeit engagierte sich Erlenbusch in der sportlichen Förderung. Er zählte im Jahr 1946 zu den Gründern der TSG Backnang und war unter anderem stellvertretender Vorsitzender des Württembergischen Landessportbundes.
Emil Erlenbusch war verheiratet und hatte zwei Kinder.

## Ehrungen
- Bundesverdienstkreuz 1. Klasse (15. März 1969)[2]
- Verdienstmedaille des Landes Baden-Württemberg (1983)